# 데라이노정
데라이노정(寺井野町)은 이시카와현 노미군에 존재했던 정이다. 현재의 노미시에 해당한다.

## 역사
- 1907년 8월 5일 - 유노촌, 나가노촌이 합병해 데라이노촌이 성립하였다.
- 1956년 9월 30일 - 데라이노정, 요시다촌 구역의 일부가 아오촌이 합병해 데라이정이 성립하였다.